# Nathalie Macra
Nathalie Macra, née le 24 février 1977 à N'Djaména (Tchad), est une ancienne handballeuse internationale française qui évoluait au poste d'arrière droite. Elle a effectué la majeure partie de sa carrière au Handball Cercle Nîmes. 
À la fin de la saison 2008-2009, elle est élue meilleure arrière droite du championnat de France lors de la Nuit des étoiles. Elle prend sa retraite à la fin de la saison 2009-2010.

## Palmarès
- vainqueur de la coupe Challenge (C4) en 2001 et 2009 (avec Handball Cercle Nîmes)
- finaliste de la coupe de France en 2003 (avec Handball Cercle Nîmes)